# Lew Dmitrijewitsch Muchin
Lew Dmitrijewitsch Muchin (russisch Лев Дмитриевич Мухин; * 15. Oktober 1936 in Konstantinowsk, Oblast Rostow; † 25. April 1977) war ein sowjetischer Boxer. Er gewann bei den Olympischen Spielen 1956 in Melbourne die Silbermedaille im Schwergewicht.

## Werdegang
Lew Muchin begann als Fünfzehnjähriger im Jahre 1951 in Rostow am Don mit dem Boxen. Er gehörte der Sportvereinigung Spartak an und wurde von seinem Trainer K. M. Sokolow zu einem schlagstarken und technisch guten Schwergewichtsboxer ausgebildet. Bereits im Jahre 1955 startete er mit großem Erfolg bei der sowjetischen Meisterschaft im Schwergewicht. Er verlor erst im Finale gegen Richardas Juschkenas aus Riga. 
Im Jahre 1956 stand er bei der sowjetischen Meisterschaft wieder im Endkampf. Er traf hier auf den erfahrenen Altmeister und zweifachen Europameister Algirdas Šocikas aus Kaunas, der gegen den jungen Muchin knapp nach Punkten gewann. Überraschenderweise wurde dann Lew Muchin im Jahre 1956 für die Olympischen Spiele in Melbourne nominiert. Dort siegte er im Achtelfinale gegen Boschko Lozanow aus Bulgarien durch KO in der 3. Runde, im Viertelfinale gegen Thomer Ashman aus Schweden durch KO in der 1. Runde und im Halbfinale gegen Giacomo Bozzano aus Italien durch KO in der 3. Runde. Im Finale traf er auf Pete Rademacher aus den USA. In einem Duell äußerst schlagstarker Kämpfer war Rademacher der Glücklichere, denn er traf Muchin eher, als dieser ihn und wurde so noch in der 1. Runde KO-Sieger und Olympiasieger. Überhaupt ging die Schwergewichtskonkurrenz von Melbourne in die Sportgeschichte ein, denn von zehn Kämpfen, die in dieser Gewichtsklasse stattfanden, endeten acht vorzeitig.
Nach diesen Olympischen Spielen war die Karriere von Lew Muchin, die so verheißungsvoll begonnen hatte, praktisch schon wieder zu Ende. Er tauchte nur noch einmal bei einem wichtigen Wettbewerb in der Siegerliste auf, als er bei der sowjetischen Meisterschaft 1960 im Schwergewicht hinter Andrei Abramow und Janis Lancers den 3. Platz belegte. In der Halbfinalbegegnung wurde er dabei von Janis Lancers nach Punkten geschlagen.
Lew Muchin ist 1977 im Alter von nur 40 Jahren verstorben.

## Länderkämpfe von Lew Muchin
- 1956 in Moskau, UdSSR gegen Bundesrepublik Deutschland, techn. KO-Sieger 2. Runde über Albert Westphal, Hamburg,
- 1956 in Paris, Frankreich gegen UdSSR, Punktsieger über Leon Labaj

## UdSSR-Meisterschaften mit Lew Muchin
- 1955: 1. Richardas Juschkenas, 2. Lew Muchin, 3. A. Liepins,
- 1956: 1. Algirdas Šocikas, 2. Lew Muchin, 3. L. Maurer,
- 1960: 1. Andrei Abramow, 2. Janis Lancers, 3. Lew Muchin u. W. Grischin